# International Society for the Systems Sciences
De International Society for the Systems Sciences (ISSS) is een internationale vereniging voor de bevordering van algemene systeemtheorie, chaostheorie, complexe systeemtheorie, cybernetica, holisme, operations research en verwante systeemwetenschappen.

## Algemeen
Het oorspronkelijk doel van de society was de stimulering van de ontwikkeling van theoretische systemen, die toepasbaar zijn in een of meer van de traditionele vakgebieden. Met de jaren is de blikveld verbreed naar transdisciplinair, multidisciplinair en transcultureel onderzoek. En van de eenheid in de wetenschap, de integratie van perspectieven, de cybernetica, en management en organisatie, naar holisme, chaos, complexiteit, procestheorie, de theorie van alles, levende systeemtheorie en complexe systemen.

Als belangrijkste activiteit zag men aanvankelijk:
1. het onderzoek naar de isomorfie van concepten, wetten, en modellen in verscheidene vakken, en de ondersteuning van de bruikbare uitwisseling tussen de velden;
2. het aanmoedigen van de ontwikkeling van adequate theoretische modellen in de velden waar dit ontbreekt;
3. de minimalisatie van dubbel werk in de theoretische inspanningen in de verscheidene velden;
4. de promotie van de eenheid van wetenschap door de verbeterde communicatie tussen specialisten.

Met de jaren heeft de ISSS haar blikveld verder verlegd voorbij de puur theoretische en technische overwegingen naar praktische toepassing van systeemmethodologie tot probleemoplossen. Hierbij biedt zij een forum waar onderzoeker van verschillende vakgebieden samen met academische instituten, bedrijven en overheden ideeën kunnen uitwisselen en kunnen leren van elkaars ervaringen.

## Belangrijke vertegenwoordigers
Belangrijke vertegenwoordigers van de ISSS zijn
:

Kenneth Boulding, Charles McClelland, Ross Ashby, Anatol Rapoport, Peter J. Caws, John M. Milsum, Milton Rubin, Lawrence Slobodkin, Bertram Gross, Stafford Beer, Margaret Mead, James Grier Miller, Gordon Pask, Kjell Samuelson, Heinz von Foerster, Geoffrey Vickers, Richard Ericson, Brian Gaines, Robert Rosen, George Klir, Karl Deutsch, Béla H. Bánáthy, John Dillon, Peter B. Checkland, Russell L. Ackoff, Ilya Prigogine, C. West Churchman, Len Troncale, Howard T. Odum, Ian I. Mitroff, Hal Linstone, J.D.R. de Raadt, Ervin Laszlo, Yong Pil Rhee, G.A. Swanson, Peter Corning, Harold Nelson, Michael D. Jackson, Aleco Christakis, Kenneth D. Bailey, Enrique Herrscher en Debra Hammond.

## Historie
De Society behoort tot de oudste organisaties, die zich richten op interdisciplinair onderzoek naar het wezen van complexe systemen. De Society is in 1954 opgericht onder de naam Society for General Systems Research aan het Stanford Center for Advanced Study in the Behavioral Sciences door Ludwig von Bertalanffy, Kenneth E. Boulding, Ralph W. Gerard en Anatol Rapoport. In 1988 is deze organisatie hernoemd tot de International Society for Systems Science, om haar bredere blikveld te benadrukken.